# Aa inaequalis
Aa inaequalis är en orkidéart som först beskrevs av Heinrich Gustav Reichenbach, och fick sitt nu gällande namn av Rudolf Schlechter. Aa inaequalis ingår i släktet Aa och familjen orkidéer. Inga underarter finns listade i Catalogue of Life.